# 増山氏
増山氏（ましやまし）は、武家・華族だった日本の氏族。近世に譜代大名に取り立てられ、維新後には華族の子爵家に列した。

## 歴史
藤原秀郷の末裔と伝わる。江戸時代前期、宝樹院が徳川家光の側室として徳川家綱を生んだことにより、宝樹院の弟である増山正利が正保2年（1647年）に相模国1万石の譜代大名に取り立てられる。万治2年（1659年）に1万石加増されて三河西尾藩2万石に転封。その後常陸下館藩を経て、元禄15年（1702年）に伊勢長島藩へ転封されて、以降廃藩置県まで同地に在封した。
最後の長島藩主正同は、明治2年（1869年）6月の版籍奉還で藩知事に任じられ、7月の廃藩置県まで同藩知事を務めた。
明治2年（1869年）6月17日の行政官達で公家と大名家が統合されて華族制度が誕生すると増山家も大名家として華族に列した。明治17年（1884年）7月7日の華族令の施行で華族が五爵制になると、同月8日に旧小藩知事として子爵に列せられた。
3代子爵正興は貴族院の子爵議員に当選して務めた。
4代子爵正信の代の昭和前期に増山子爵家の住居は東京市小石川区宮下町にあった。